# Літургія

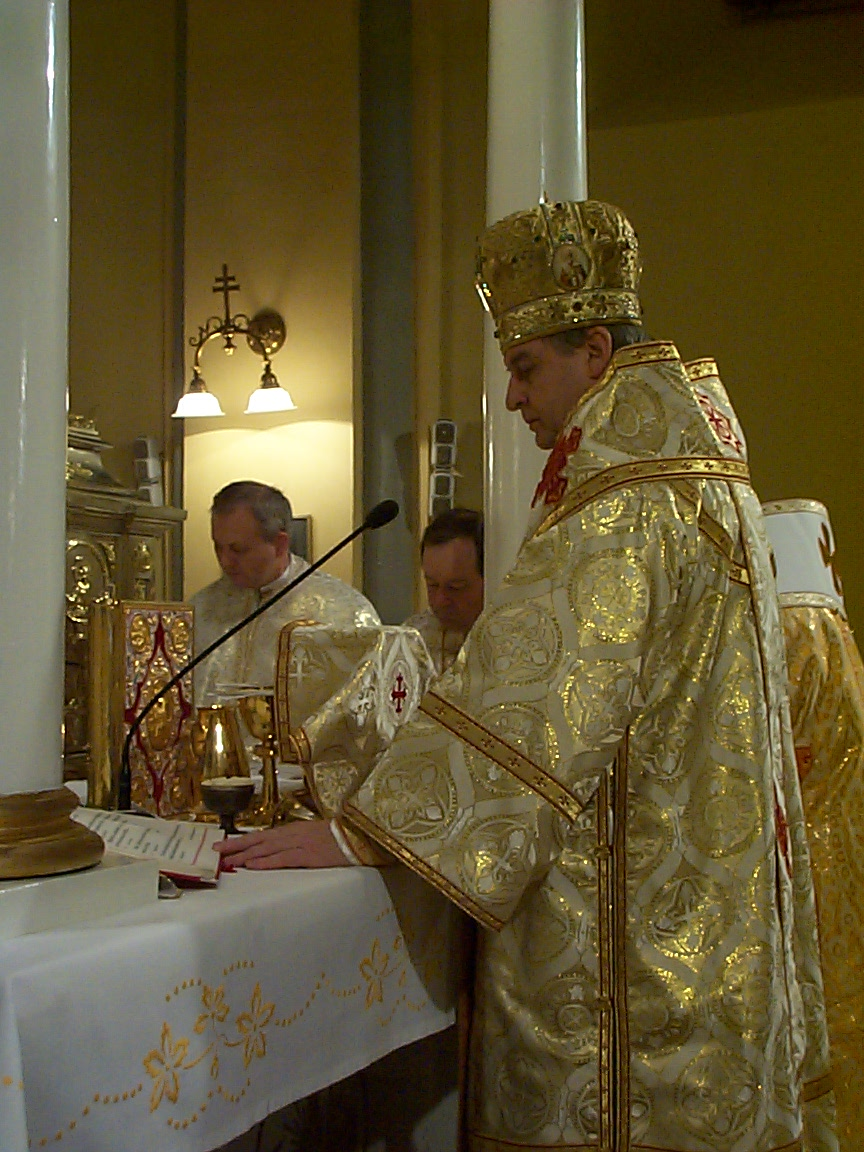
Літургія в греко-католицькій катедрі м. Пряшів, східна Словаччина. Літургію провадить владика Іван Баб'як

Літургі́я (грец. λειτουργία, leitourgia — «служіння, спільна справа») —  богослужіння з приношенням Святих Дарів. Також — Боже́ственна літургі́я або Свята́ літургі́я.

## Свята Літургія
Свята Літургія займає в християнських церквах центральне місце: її основою є святе Таїнство Євхаристії, бо в християнській традиції вважається, що встановив Євхаристію та виконував її сам Ісус Христос — і відтоді Церква її постійно практикує. Вважається теж, що через Євхаристію Христос є присутній у церкві Тілом і Кров'ю, що подаються вірним за посередництвом хліба і вина. У традиційному християнстві дослівно вірять, що у Святій Літургії хліб і вино освячуються та переміняються на Тіло і Кров Христа Спасителя (див. трансубстанціація і Таємна вечеря).

| Вершиною богослужбового життя Церкви є Божественна Літургія (з грецької літургія — «спільне діло») — служіння Бога людям і людей Богові. На Божественній Літургії (або Службі Божій) Бог Отець уводить нас у повноту Свого життя, даруючи нам Свого Сина. Син же дарує нам Себе Самого на поживу в трапезі Слова й трапезі Тіла і Крові, щоб ми стали з Ним «співтілесні та співкровні[1]» й мали участь у Його Божестві. Церква, приймаючи цей дар Христовий у Святому Дусі, відповідає Йому приношенням себе самої, щоб Він жив і діяв у ній як у своїм Тілі. Так Христос, Глава Церкви, разом із Церквою, яка є Його Тілом, приносить Отцеві у Святому Дусі хвалу й подяку за здійснене спасіння.[1] |
Відправа Святої Літургії відбувається на основі богослужбових книг.

### Частини Святої Літургії
Перед початком ієрей і диякон, молячись, одягають літургійні ризи. Розпочинається Служба Божа, що складається з трьох основних частин:

#### Проскомидія

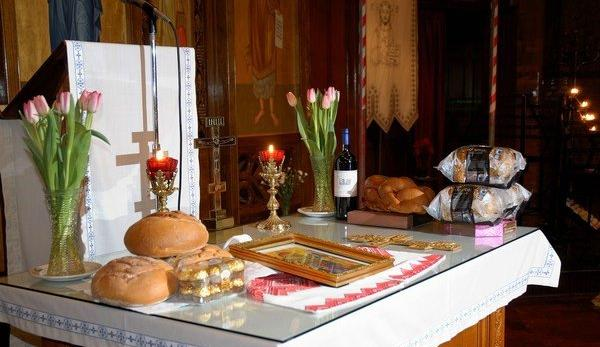

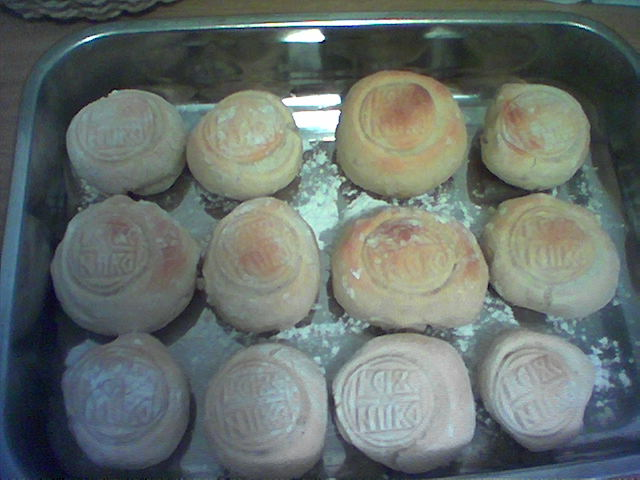
Просфори

Головною функцією Проскомидії є приготування Святих Дарів. У святилищі, за зачиненими Царськими воротами, на жертовнику (проскомидійнику), без участі вірних відбувається приготування Дарів хліба і вина. Це приготування супроводжується молитвами і кадінням.
На спеціальному блюді-дискосі біля Агнця — Євхаристійного хліба, викладаються частинки хліба на згадку про Матір Божу, святого Івана Хрестителя, пророків, апостолів, мучеників, а також живих і померлих, щоб у молитвах згадати їх душі. Викладені в такий спосіб частинки хліба є знаком участі у Пресвятій Жертві цілого людства разом з Богородицею та іншими святими. Частинки викладені на дискосі біля Агнця-Христа, відображають цілу Церкву — Церкву на землі і з'єднану з нею Церкву небесну. У центрі Церкви — Христос, символом цілого Всесвіту є дискос.
Хліб, що використовується за здійснення Божественної Літургії, є квасний, натомість у Римо-католицькій церкві вживають неквасний хліб-опрісноки. Для відправлення Божественної Літургії вживається 4 просфори (хліби) з витисненим знаком хреста й літер, що є скороченням від слів Ісус Христос перемагає (ІС XC NIKA) та одна — з іконою Богородиці або стилізованим написом МАРІЯ. З цих просфор ієрей вирізає: з першої кубічної форми хліб євхаристійний — Агнець, з другої — частинку на згадку та вшанування Богородиці (просфора богородична), з третьої — 9 частинок за святих («дев'ятичинна»), з четвертої за живих, з п'ятої — за померлих. Вирізання і викладення частинок супроводжується молитвами та проханнями про прийняття Жертви.
Згідно з Євангельською розповіддю про Хресну смерть Ісуса Христа (Йо.19:34) з Його рани витекла кров і вода, тому й у чаші на Проскомидії змішується вино з водою.
Проскомидії немає на Літургії Передосвячених Дарів, оскільки вона служиться  під час Великого (Пасхального) посту і звершується на Агничній просфорі, попередньо заготованій на повній літургії.

#### Літургія оголошених
Другою частиною Літургії є Літургія Оголошених, названа так тому, що на ній могли бути присутніми люди, які тільки готувались до Хрещення, тобто проходили катехизичне навчання — «оголошення у вірі». У Римо- та Греко-католицькій церквах ця частина Літургії називається Літургією Слова.
Метою Літургії Слова є навчання вірних. Христос є присутній в своєму Слові, бо це Він промовляє, коли читається Святе Письмо в Церкві (з Конституції ІІ Ватиканського Собору).
Літургія Оголошених розпочинається відчиненням Царських воріт. Спільно співаються фрагменти псалмів, антифони, читаються єктенії, Апостол, Євангеліє. Ієрей виголошує проповідь. Закінчується друга частина Літургії закликом «Оголошені, вийдіть», який символізує, що на Літургії вірних можуть бути присутні лише охрещені, тому що вони можуть брати участь у Тайні Євхаристії.

#### Літургія вірних
Літургія Вірних (у Католицьких Церквах — Літургія Жертви) — головна частина Божественної літургії. Вона складається з трьох частин:
1. Приготування до Євхаристійного Жертвоприношення. Сюди входить:
  - Молитва вірних і єктенія за них — у цей час священик розгортає ілитон,  символ простирадла, у яке було загорнуте тіло Христа (Плащаниця)
  - Великий Вхід — найбільш врочиста подія Служби Божої. Як Св. Євангеліє на Малому Вході є знаком навчати, так Дари на Великому Вході — є знаком жертвувати
  - Прохальна єктенія — головна ідея єктенії — досконале християнське життя і свята смерть. Отже освячення та спасіння людини;
  - Поцілунок миру — це вияв любові, приязні, дружби. Колись усі присутні це робили. Коли відійшов звичай взаємного поцілунку, і щоб надати сенсу першій частині заклику, додали вираз "щоб однодумно визнавати". "Христос між нами — є і буде" — це слова поцілунку.
  - Символ віри
2. Канон[4], Євхаристійна молитва — Анафора(гр.) (жертвоприношення). Сам Ісус Христос дав тільки слова встановлення, а все решта — обряди, які ми бачимо з попередніх частин, добудова в часі розвитку Церкви, а тому є різні обряди Канонів. Анафора поділяється на вісім частин:
  - Євхаристійний діалог — діалог є введенням до самого Канону:  „вгору піднесіть серця“ — „піднесли до Господа“
  - Похвально-благодарна молитва — хвала, прославлення за велич і могутність Бога. Подяка за діло створення, відкуплення, різні добродійства. Узята ця молитва з благодарних (подячних) молитов євреїв перед трапезою
  - Серафимський гімн — „тріумфальний марш“, звуки якого сповіщають про близький прихід Христа
  - Євхаристійна молитва (освячення) — живий діалог, подібна до похвально-благодарної, але мотив тут — відкуплення Христа. Слова освячення від першої особи, тобто священник немов другий Христос. Люди відповідають „Амінь“ — нехай так буде
  - Епіклеза — означає призивання Святого Духа, щоб Він освятив Дари. Православні та католики мають різну думку в який момент відбувається консекрація (освячення Дарів). Православні вважають, що лише на слова епіклези, римо-католики — на слова „Прийміть...“, а греко-католики — весь обряд освяченням. Треба розуміти, що на епіклезі довершується освячення. Роль Святого Духа є завершувати
  - Молитва анамнези — факт приношення Богові Отцю жертви-Христа; „Твоє від Твоїх“
  - Євхаристійне поминання — молитви заступництва, посередництва. Інтегральний характер поминань, тобто не поіменно, бо часу замало, щоб імена всіх святих читати. Поминання святих, щоб подякувати Богові за їхню святість, і щоб ми брали приклад з них. Поминання померлих — за упокій, Чистилище; живих — за святість життя. Всі вони разом представляють повноту Церкви: Прославлену, Стражденну та Воюючу — весь народ Божий
  - Кінцеве славослов’я — кінцеве прославлення. Євхаристійний Канон сам собою цілісний твір: прославлення, подяка, перепросьба та прохання — усі види молитви. Після — гімн Богородиці „Достойно є воістину“
3. Святе Причастя. Остання частина Літургії Вірних є „жертвою споживання“.[1][2]

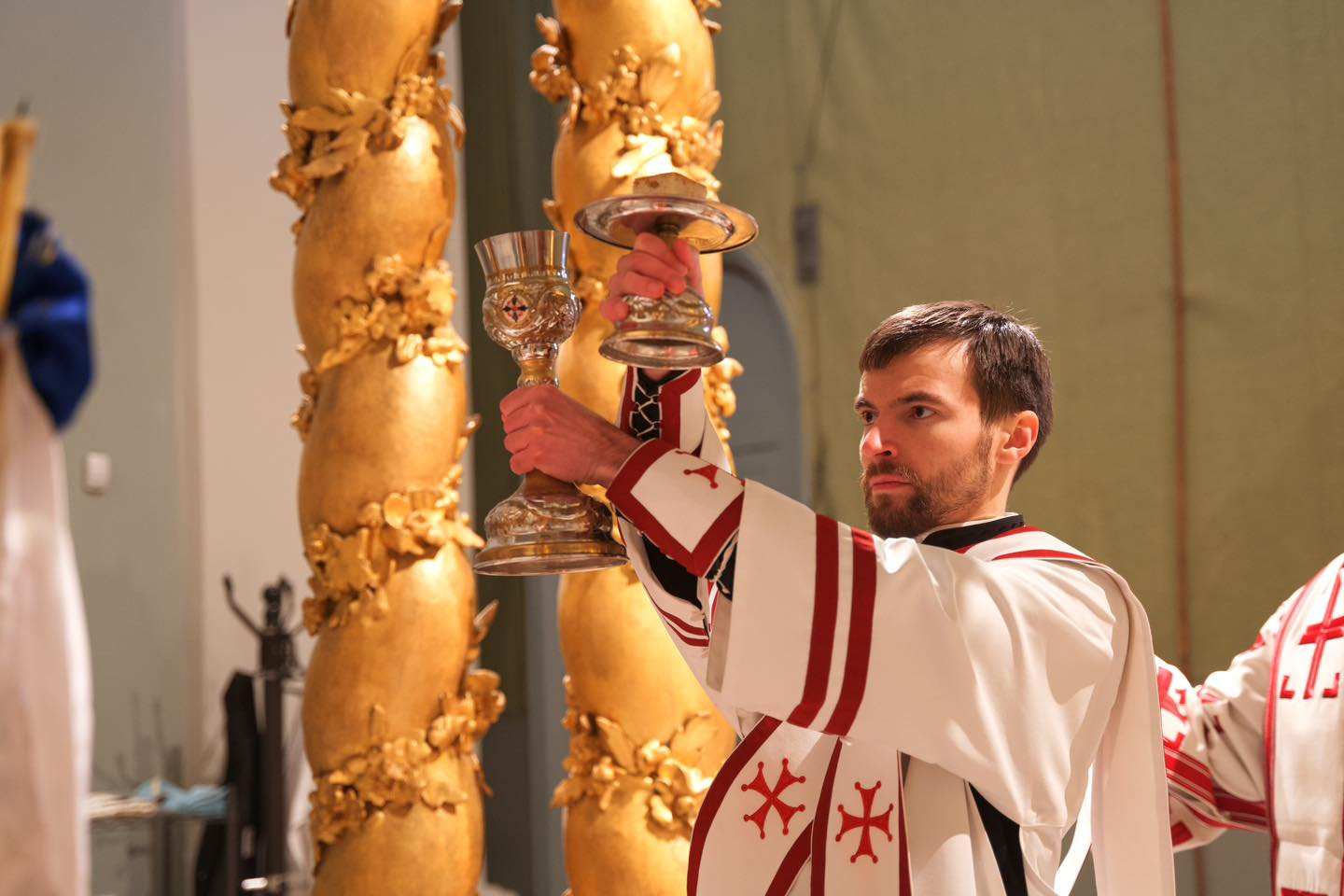
Диякон ПЦУ підносить святі дари під час Божественної літургії

Під час Божественної Літургії велику частину молитов ієрей відказує тихо.
Хто не прийняв з якихось причин Причастя, роздається антидор. Звичайно, не завжди. Тепер цей звичай уже відпав.

### Молитви за живих та спочилих на Літургії
Поминання живих та спочилих на Літургії перебувають у тісному зв'язку з цим вченням і розвивається паралельно. З принесенням дарів до вівтаря як особистої жертви, з'єднувалась молитва за жертводавців та імена їх в тій чи тій формі згадувались при освяченні дарів. Спочатку ці дари приносились кожним з членів Церкви тільки особисто за себе та від свого імені. Пізніше стали надавати їм особливе клопотальне значення й використовувати їх як засіб доручити себе молитвами Церкви. Так, новошлюбні, за словами Тертуліана, приносили дари для Євхаристії для того, щоб отримати право на молитву під час освячення дарів, а участю в Причасті скріпити свій шлюбний союз. Подальший розвиток цієї практики виявився вже в тім, що стали приносити дари та прохати молитов Церкви не тільки за себе, але й за інших. Особливим видом таких дарів були дари за сповідників, мучеників, і взагалі за спочилих.
Древня Церква особливо вшановувала цих борців за віру та вже в часи мучеництва святителів Ігнатія та Полікарпа було встановлено щорічні церковні зібрання на їхню честь. Мета цих зібрань була релігійно-моральною: піднести подяку цим мужнім членам Церкви, показати наочний приклад вірним і прославити Бога за подвиги сповідників. Саме цю думку виражають свідки мученицької кончини св. Полікарпа Смирнського у відповідь на звинувачення язичників, що християни боготворять останки мучеників і кланяються їм. Нова риса, що з'явилася у III — IV століттях, полягає в тому, що за мучеників приносяться жертви, складаються особливі молитви та від них живі просять клопотальних молитов. "Відмічайте дні, в які вони померли, — каже св. Кипріан про сповідників, щоб звершувати спомин про них у дні пам'яті мучеників. Нехай звершуються наші приношення і жертви на честь їх". Це ставлення до мучеників пізніше було перенесено на всіх спочилих. Як церква відмічала особливими зібраннями дні кончини мучеників, так і члени сім'ї, рідні та близькі збирались на поминки своїх родичів.
За тих і тих підносилась молитва. Існувало переконання в тому, що жодна людина не може досягти повної довершеності, а тому молитви за мучеників можуть збільшити їх небесне блаженство, хоч вони й перебували, за вірою Церкви, у стані початкового блаженства. Про цю перевагу мучеників висловлювались Єрм, св. Кипріан та Тертуліан. Останній назвав мучеництво ключем до раю. Що ж до інших спочилих, то приношення за них були умилостивительною жертвою за їхні гріхи та піклування про них з боку Церкви. У зв'язку з розкриттям вчення про Євхаристію як про жертву і відбулось розширення канону Літургії молитвами за живих та спочилих. Ось як викладені молитви за спочилих в Александрійському списку Літургії часів Орігена: "Приносимо тобі за спочилих у вірі Христовій отців і братів; упокой душі їх, Господи Боже наш, пом'яни від віку праотців, отців, патріархів, пророків, апостолів, мучеників, сповідників, єпископів, преподобних, праведних і всяку душу, що спочила у вірі й тих, за кого сьогодні пам'ять звершуємо". У подібних же висловах викладена молитва за спочилих і в Постановах Апостольських. Відголосок подібної практики зберігся і в сучасній літургії св. Івана Золотоустого, де говориться: "Ще приносимо Тобі словесну цю службу за всіх спочилих праотців, отців, патріархів пророків, апостолів... . Особливо за Пресвяту, Пречисту, Преблагословенну... Богородицю..., за святого Іоана Предтечу..." та інших святих. Це те ж саме, що і в древніх літургіях, але наприкінці цієї молитви є такі слова: "і їх молитвами пом’яни нас, Боже". Ці слова означають зміну погляду на Євхаристію та усвідомлення значення святих як ходателів перед Богом за живих членів Церкви.    

## Обряди

### Візантійський обряд
Церкви Візантійського (грецького) обряду, православні та греко-католицькі, залежно від календарного часу, практикують три чини Божественної Літургії авторства:
1. Літургія Іоанна Золотоустого
2. Літургія Василія Великого
3. Літургія Ранішосвячених Дарів або св. Григорія Двоєслова.

Також, в православних церквах двічі на рік служиться давня Літургія святого Якова.

### Римський обряд
У Церквах римського (латинського, західного) обряду богослужіння називають месою. У кожній месі можна виділити підготовчу частину — «Літургію Слова» (лат. Liturgia verbi), що відповідає Літургії оголошених у візантійському обряді та власне принесення жертви — «Євхаристійна літургія» (лат. Liturgia eucharistica, що відповідає «Літургії вірних» у візантійському обряді. Обидві частини вважаються рівноцінними за значенням. Літургії слова передують початкові обряди, а Євхаристійну літургію завершують заключні обряди.

### Східно-сирійський обряд
- Літургія Тадея і Марія

## Символіка
Автори коментарів до Божественної Літургії підкреслюють символіку жестів, молитов, дій ієрея, ототожнюючи їх з етапами життя Ісуса Христа, його словами і жестами. Трактування символіки Божественної Літургії не є однозначне для кожної християнської конфесії.

## Богослужіння в Україні
Богослужіння, як обряд, в Україні – складний і гармонійно укладений механізм, формувався протягом століть. Історія становлення богослужіння у кожної Помісної Церкви своя. Для церков східного (Візантійського) обряду початок всьому було покладено не стільки від часу Хрещення Київської Русі, скільки від днів, коли на Руські (Українські) землі прийшла богослужбова церковнослов’янська мова, яку створили брати Костянтин (в чернецтві Кирил) й Мефодій родом з Салонік, місіонери з Візантії, послані з ціллю проповідування і становлення християнської віри.